# Sobekneferu
Sobekneferu, hay Nefrusobek là con gái của pharaon Amenemhat III và em gái pharaon Amenemhat IV. Sau khi Amenemhat IV băng hà thì Sobekneferu lên ngôi pharaon và trị vì Vương triều thứ 12 của Ai Cập cổ đại trong vòng 4 năm từ khoảng 1806-1802 TCN. Bà là một nữ vương quyền lực. Cái chết của bà năm 1802 TCN đánh dấu sự kết thúc của Vương triều thứ 12 cũng như Trung vương quốc Ai Cập. Sau khi Sobekneferu băng hà, có thể là Wegaf đã lên nối ngôi và sáng lập Vương triều thứ 13. Tên của bà có nghĩa là "Vẻ đẹp của Sobek"

## Gia đình
Bà là con gái của pharaon Amenemhat III. Manetho cũng nói rằng bà là em gái của Amenemhat IV, nhưng tuyên bố này chưa được chứng minh. Sobekneferu có một người chị gái tên là Nefruptah vốn được coi là người thừa kế vương vị sau này. Tên Neferuptah đã xuất hiện trên một ấn triện (cartouche) và bà ta còn có kim tự tháp của riêng mình tại Hawara. Tuy nhiên, Neferuptah đã qua đời khi còn trẻ.

## Cai trị
Sobekneferu là vị nữ pharaon đầu tiên được biết đến thông qua những bằng chứng đã được xác minh, mặc dù Nitocris có thể đã cai trị trước đó vào vương triều thứ sáu.
Amenemhat IV nhiều khả năng đã qua đời mà để lại người con trai nào kế vị; do đó người con gái của Amenemhat III, Sobekneferu đã lên nối ngôi. Theo cuộn giấy Turin, bà đã cai trị 3 năm, 10 tháng và 24 ngày vào cuối thế kỷ 19 TCN.
Bà sau đó qua đời mà không có người kế vị nào khác và vương triều của bà đánh dấu sự kết thúc vương triều thứ mười hai rực rỡ của Ai Cập cũng như thời đại hoàng kim của Trung Vương Quốc.

## Tượng đài và lăng mộ

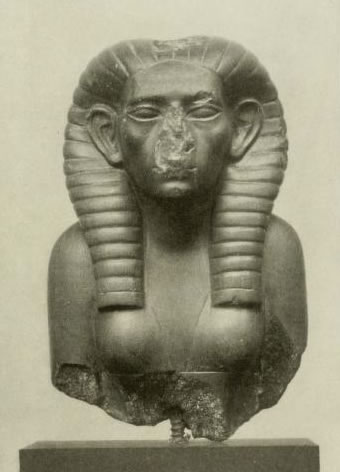
Đầu tượng của Sobekneferu

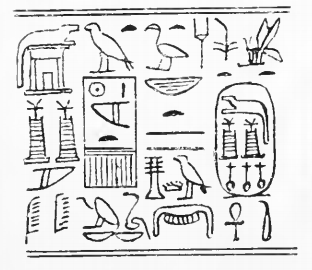
Tranh vẽ con dấu hình trụ của Sobekneferu do Flinders Petrie ký họa hiện ở Bảo tàng Anh Quốc.

Chỉ có một vài di tích đã được phát hiện là của bà, mặc dù nhiều bức tượng (không đầu) của bà đã được bảo tồn bao gồm cả một cái đế miêu tả con gái hoàng gia của đức vua đã được phát hiện ở Gezer và mang tên bà. Một bức tượng có đầu khác cũng được biết đến. Một bức tượng bán thân tại Bảo tàng Ai Cập ở Berlin (Inv. số 14.476) đã bị mất trong thế chiến thứ hai, có thể được xác định là thuộc về bà.
Lăng mộ của bà vẫn chưa được xác định một cách chắc chắn, mặc dù bà có thể đã được chôn cất trong một phức hợp kim tự tháp ở Mazghuna mà không có các chữ khắc, nằm ngay phía bắc một phức hợp tương tự dường như là của Amenemhat IV. Một nơi khác gọi là Sekhem-Neferu đã được đề cập trong một cuộn giấy cói tìm thấy tại Harageh. Nó có thể là tên kim tự tháp của bà.